# Hesperantha petitiana
Hesperantha petitiana là một loài thực vật có hoa trong họ Diên vĩ. Loài này được (A.Rich.) Baker miêu tả khoa học đầu tiên năm 1877.